# マニヒ空港
マニヒ空港(マニヒくうこう,Manihi Airport)とは、フランス領ポリネシア・マニヒ島にある空港である。

## 就航路線
- タヒチ
- アヘ